# Золотоносна зона озера Вікторія
Золотоносна зона озера Вікторія — розташована в Танзанії.

## Історія
З 1990-х рр. активно розвідується рядом провідних гірничорудних компаній з Канади, Австралії, ПАР, Ґани.

## Характеристика
Відкрито ряд нових родовищ — Гейта і Булянхулу, Ґолден-Прайд, Північна Мара, Ґолден-Рідж і інш., суттєво збільшені запаси на відомих і раніше вже відпрацбованих родовищах. Сумарні ресурси золота (включаючи запаси) тільки названих родовищ на кінець 2000 року становлять 982 т, загальні запаси — 696 т, в тому числі підтверджені — 451.4 т. Всі розвідані, а частково і освоєні родовища золота золотоносної зони оз. Вікторія локалізовані в межах декількох архейських зеленокам'яних поясів у фундаменті Танзанійсько-Зімбабвійського щита.
Пояси утворюють дві просторово відособлені групи.
На заході золотоносної зони — це переривистий кільцеподібний (з апофизами) пояс Сакамаленд (інша назва — пояс Гейта) і розташований південніше субширотний пояс Нзега.
На північному сході — група субширотних поясів з апофізами північно-західного напряму: Мара, Мусома, Кілімафеда і інш.